# نيكولا بول
نيكولا بول (بالفرنسية: Nicolas Pol)‏ هو رسام فرنسي، ولد في 1977 في باريس في فرنسا.